# Nikolaus Schwerdtfeger
Nikolaus Schwerdtfeger, né le 1er octobre 1948 à Haar (Bavière, Allemagne), est un prélat catholique allemand, évêque auxiliaire de Hildesheim de 1995 à 2023.

## Biographie
Il étudie la philosophie et la théologie catholique à Francfort, Rome et Fribourg. Il obtient une licence en philosophie et un doctorat en théologie. Le 5 juin 1982, il est ordonné prêtre par Heinrich Maria Janssen (de). De 1982 à 1984, il exerce la charge d'aumônier à Celle puis, de 1984 à 1990, il est aumônier épiscopale et subsidiaire à Hildesheim. De 1990 à 1991, il est curé de Himmelsthür et, de 1991 à 1995, curé de Saint-Benno de Goslar.
Le 19 juin 1995, le pape Jean-Paul II le nomme évêque titulaire de Fussala (de) et évêque auxiliaire de Hildesheim. Le 23 septembre 1995, il est consacré par Josef Homeyer, assisté de Karl Lehmann et Hans-Georg Koitz.
Au sein de la Conférence épiscopale allemande, Nikolaus Schwerdtfeger est membre de la Commission œcuménique, de la Commission pour la jeunesse et de la Commission diocésaine pour la promotion du travail œcuménique.